# Prawo i Życie
Prawo i Życie – polskie czasopismo prawnicze ukazujące się w Warszawie w latach 1956–2000. Do 1973 było dwutygodnikiem, później tygodnikiem. Do 1991 był to organ Zrzeszenia Prawników Polskich. W 2000 nakład wynosił 15 000 egzemplarzy. Jednym z inicjatorów jego powstania był Leszek Kubicki.

## Redaktorzy naczelni
- 1956–1957: Andrzej Bachrach[2]
- 1957–1974: Kazimierz Kąkol[3].

## Autorzy publikujący w czasopiśmie
- Ryszard Czerniawski
- Witold Formański
- Jacek Głębski
- Marek Jaworski
- Józef Kossecki
- Kazimierz Lipiński (członek redakcji)
- Lech Lutogniewski
- Władysław Mącior
- Józef Musioł (zastępca redaktora naczelnego w latach 1976–1977)
- Marian Muszkat (współzałożyciel czasopisma i członek redakcji)
- Konrad Niklewicz
- Marta Olszewska
- Ewa Ornacka
- Maciej Pinkwart
- Stanisław Pomorski
- Aleksander Rowiński
- Marek Rymuszko
- Bolesław Sadaj
- Zbigniew Salwa
- Andrzej Szmak
- Anna Zaleska

## Siedziba
Przez pewien czas siedziba redakcji czasopisma mieściła się w Pałacu Brzozowskich w Warszawie przy ul. Brackiej 20A w Warszawie.